# 50音順のカクテル一覧
50音順のカクテル一覧（ごじゅうおんじゅんのかくてるいちらん）
閲覧者の利便性の向上のため、ベース順カクテルの一覧にあるカクテル名を、50音順にしたリストを記載する。【　】の中は、ベース順に記載されている酒である。なお、こちらのリストにカクテルを追加した際は、同時にベース順カクテルの一覧にも追加してください。

## あ行

### あ
- アイ・オープナー (Eye Opener) 【rum】
- アイスブレーカー （アイスブレイカー） (Icebraker) 【tequila】
- アイリッシュカーボム（Irish car bomb）【Guinness】
- アイリッシュ・コーヒー (Irish Coffee) 【whisky】
- 青い珊瑚礁 (Blue Coral Reef) （あおいさんごしょう）【gin】
- アカシア (Acacia) 【gin】
- アガサ・カクテル (Agatha Cocktail) 【rum】
- アカプルコ (Acapulco) 【rum】
- アキダクト （アクダクト） (Aqueduct) 【vodka】
- アースクェイク (カクテル) (Earthquake) 【判別難】
- アップ・トゥ・デイト (Up To Date) 【判別難】
- アップル・カー (Apple Car) 【calvados】
- アップル・パイ (Apple Pie) 【rum】
- アディントン (Addington) 【wine】
- アドニス (Adonis) 【wine】
- アトミック・キャット(Atomic cat）【判別難】
- アバディーン・アンガス (Aberdeen Angus) 【whisky】
- アビエーション(Aviation)【gin】
- アフィニティ (Affinity) 【whiskey】
- アブドゥーグ (Abdough) 【vodka】
- アメリカーノ (Americano) 【wine】
- アメリカン・ビューティー (カクテル) (American Beauty)【brandy】
- アメリカン・レモネード (American Lemonade) 【wine】
- アラウンド・ザ・ワールド (Around The World) 【gin】
- アラスカ (Alaska) 【gin】
- アラビアン・ナイト (Arabian Night) 【rum】
- アラワク (Arawak) 【rum】
- アルゴンキン (Algonquin) 【whisky】
- アルディラ (Aldila) 【rum】
- アレクサンダー (Alexander) 【gin】
- アンシャンテ (Enchanté) 【gin】
- アンバサダー (Ambassador) 【tequila】

### い
- イエス・アンド・ノー (Yes and No) 【brandy】
- イエロー・サンセット (Yellow Sunset) 【beer】
- イエロー・ジン (Yellow Gin) - ピンク・ジンのバリエーションとして紹介 【gin】
- イエロー・パロット (Yellow Parrot) 【liqueur】
- イエロー・レディ (Yellow Lady) - カールトンのバリエーション 【whiskey】
- イタリアン・スクリュー・ドライバー (Italian Screw Driver) 【liqueur】
- インクレディブル・ハルク (Incredible Hulk,Green Eyed MonsterまたはHip and Henとも。)【liqueur】

### う
- ヴァージン・コラーダ (Virgin Colada) - ヴァージン・ピニャ・コラーダの略称 【non alcohol】
- ヴァージン・チチ (Virgin Chi-Chi) - ピニャ・コラーダのバリエーションとして紹介 【non alcohol】
- ヴァージン・ピニャ・コラーダ (Virgin Pina Colada) - ピニャ・コラーダのバリエーションとして紹介 【non alcohol】
- ヴァージン・ブリーズ (Virgin Breeze) - シー・ブリーズのバリエーションとして紹介 【non alcohol】
- ヴァージン・マリー (Virgin Mary) - ブラッディ・マリーのバリエーションとして紹介 【non alcohol】
- ウイスキー・コーク (Whiskey and Coke , Whisky and Coke) 【whisky】
- ウイスキー・サイドカー (Whiskey Side Car , Whisky Side Car) 【whisky】
- ウイスキー・サワー(Whiskey Sour)【whisky】
- ウイスキー・ソーダ (Whiskey and Soda , Whisky and Soda) 【whisky】
- ウィスキー・トデー （ウィスキー・トディー） (Whiskey Toddy , Whisky Toddy) - カクテルのスタイル、トデーの1つとして簡易的に紹介 【whisky】
- ウイズ・バング (Whizz Bang) 【whisky】
- ウーウー (Woo Woo) 【vodka】
- ヴェスパー (Vesper) （ヴェスパー・マティーニ） 【gin】
- ウォッカ・アイスバーグ (Vodka Iceberg) 【vodka】
- ウォッカ・トニック (Vodka and Tonic) - ジン・トニックのバリエーションとして紹介 【vodka】
- ウォッカ・リッキー (Vodka Rickey) - カクテルのスタイル、リッキーの1つとして簡易的に紹介 【vodka】
- 馬の首 - #ホーセズ・ネック

### え
- エクスポジション (Exposition) 【liqueur】
- X・Y・Z （エクス・ワイ・ズィー） 【rum】
- エクソシスト (Exocist) 【tequila】
- エスプレッソ・マティーニ (Espresso martini)【vodka】
- エッグ・ビール （エッグ・ビア） (Egg Beer) 【beer】
- エル・ディアブロ (El Diablo) 【tequila】
- エンジェル・ウイング (Angel's Wing) 【liqueur】
- エンジェルズ・キッス (Angel's Kiss) 【liqueur】
- エンジェル・フェイス (Angel Face) 【判別難】

### お
- オーヴェルニュ （オーベルニュ） （Auvergne） 【gin】
- オーガズム (Orgasm) 【liqueur】
- オリンピック (Olympic) 【brandy】
- オールド・パル　(Old Pal) 【whisky】
- オールド・ファッションド (Old Fashioned) 【whisky】
- オレンジ・サキニー (Orange Sakini) 【日本酒】
- オレンジ・フィズ (Orange Fizz) ｰ ジン・フィズのバリエーションとして紹介【gin】
- オレンジ・ブロッサム (Orange Blossom) 【gin】

## か行

### か
- カイピリッシマ (Caipirissima) - カイピリーニャのバリエーション 【rum】
- カイピリーニャ (Caipirinha) 【Pinga】
- カイピロスカ (Caipiroska) - カイピリーニャのバリエーション 【vodka】
- カウボーイ (カクテル) (Cowboy) - 【whisky】
- カクタス・バンガー (Cactus Banger) - ハーベイ・ウォールバンガーのバリエーション 【tequila】
- カシス・オレンジ (Cassis and Orange) 【liqueur】
- カシス・ソーダ (Cassis and Soda) 【liqueur】
- カジノ(Casino)【gin】
- カーディナル (Cardinale) 【wine】
- カーネル・コリンズ (Colonel Collins) - トム・コリンズのバリエーション 【whisky】
- カフェ・ガリアーノ (Caffe Galliano) 【liqueur】
- カフェ・カリプソ (Cafe Calypso) 【判別難】
- カフェ・コレット (Caffe corretto)  【判別難】
- カフェ・ロワイヤル (Cafe Royal)  【brandy】
- カミカゼ (Kamikaze) 【vodka】
- カリモーチョ（Kalimotxo）【wine】
- カルーア・ミルク (Kahlua and Milk) 【liqueur】
- カールトン (Carlton) 【whisky】
- カレドニア (Caledonia) 【liqueur】
- カンチャンチャラ (Canchánchara)【Aguardiente/rum】
- カンパリ・オレンジ (Campari and Orange) 【liqueur】
- カンパリ・グレープフルーツ (Campari and Grapefrouit) 【liqueur】
- カンパリ・ソーダ (Campari and Soda) 【liqueur】
- カンパリ・ビア (Campari and Beer) 【判別難】

### き
- キッス・イン・ザ・ダーク (Kiss in the Dark) 【判別難】
- キッス・オブ・ファイア (Kiss of Fire) 【判別難】
- キティ (Kitty) 【wine】
- ギブソン (Gibson) 【gin】
- ギムレット (Gimlet) 【gin】
- キャロル (Carrol) - マンハッタンのバリエーション 【brandy】
- キューカンバー (Cucumber) 【liqueur】
- キューバ・リブレ (Cuba Libre) 【rum】
- キューバン・スクリュー (Cuban Screw) （別名：ラム・オレンジ） 【rum】
- キール (Kir) 【wine】
- キール・インペリアル (Kir Imperial) - キール・ロワイヤルのバリエーション 【wine】
- キール・カーディナル (Kir Cardinal) - キールのバリエーション 【wine】
- キール・ロワイヤル (Kir Royale) 【wine】
- キングス・バレイ (King's Valley) 【whisky】

### く
- クォーター・デック （クォーター・デッキ） (Quarter Deck) 【rum】
- グラスホッパー (Grasshopper) 【liqueur】
- グラン・マルニエ・オレンジ (Grand Marnier and Orange) 【liqueur】
- グラン・マルニエ・サイドカー (Grand Marnier Side Car) 【brandy】
- クリス (Kriss) 【brandy】
- グリューワイン (Glühwein) 【wine】
- グリーン・アイズ (カクテル)(Green Eyes) 【rum】
- グリーン・アラスカ (Green Alaska) - アラスカのバリエーション 【gin】
- グリーン・スター (Green Star) 【kirschwasser】
- グリーン・フィールズ (Green Fields) 【liqueur】
- グレイハウンド (Greyhound) - ソルティ・ドッグのバリエーション 【vodka】
- クレオパトラ (Kleopatra) 【rum】
- グロッグ (Grog) - 単なるラムの水割りを指すこともある 【rum】
- クローバー・クラブ (Clover Club) 【gin】
- クローバー・リーフ (Clover Leaf) - クローバー・クラブのバリエーション 【gin】
- クロンダイク・クーラー (Klondike Cooler) 【whisky】

### け
- ケイブルグラム (Cablegram) 【whisky】
- ケープ・コッダー (Cape Codder) 【vodka】
- ゲーリック・コーヒー (Gaelic Coffee) - アイリッシュ・コーヒーのバリエーション 【whisky】

### こ
- コアントロー・オレンジ (Cointreau and Orange) 【liqueur】
- コアントロー・トニック (Cointreau and Tonic) 【liqueur】
- 午後の死　（別名：ヘミングウェイ・カクテル） 【wine】
- コザック (Cossack) 【判別難】
- コスモポリタン (Cosmopolitan) 【vodka】
- 骨酒【日本酒】
- ゴッドファーザー (God Father) 【whisky】
- ゴッドマザー (Godmother) - ゴッドファーザーのバリエーション 【vodka】
- コーヒー・グラスホッパー (Coffee Grasshopper) （別名：メキシカン・グラスホッパー） - グラスホッパーのバリエーション 【liqueur】
- コーヒー・グロッグ (Coffee Grog) - グロッグのバリエーション 【rum】
- コープス・リバイバー (Corpse Reviver) 【判別難】
- コペンハーゲン (Copenhagen) 【aquavit】
- コモドール　(Commodore) 【判別難】
- コルクスクリュー (Corkscrew) 【rum】
- ゴールデン・キャデラック (Golden Cadillac) - グラスホッパーのバリエーション 【liqueur】
- ゴールデン・クリッパー (Golden Clipper) 【判別難】
- ゴールデン・スリッパー (Golden Slipper) 【liqueur】
- ゴールデン・ドリーム (Golden Dream) 【liqueur】
- ゴールデン・フィズ (Golden Fizz) - ジン・フィズのバリエーション 【gin】
- ゴールデン・フレンド (Golden Friend) 【判別難】
- コンカ・ドロ (CoNCA D'oRO) 【gin】
- コンクラーベ (Conclave) 【non alcohol】
- コンチータ (Conchita) 【tequila】

## さ行

### さ
- サイドカー (Side Car) 【brandy】
- サイレント・サード (Silent Third) - ウイスキー・サイドカーのバリエーション 【whisky】
- サウスサイド (カクテル) (South Side) 【gin】
- サケピリーニャ (Sakepirinha) - カイピリーニャのバリエーション 【日本酒】
- ザザ (Zaza) 【gin】
- サザンカンフォート・スクリュー (Southern Comfort Screw) 【liqueur】
- サッポロ (Sapporo) 【vodka】
- サマー・デライト (Summer Delight) 【non alcohol】
- サムライ・ロック （別名：酒・ライム） 【日本酒】
- サラトガ (Saratoga) 【brandy】
- サラトガ・クーラー (Saratoga Cooler) 【non alcohol】
- サングリア (Sangria) 【wine】
- ザンシア (Xanthia) 【liqueur】
- サンブーカ・コン・モスカ (Sambuca con Mosca) 【liqueur】
- サンフランシスコ (San Francisco) 【wine】

### し
- JFK (JFK)【gin】
- シカゴ (Chicago Cocktail)【brandy】
- シクラメン (Cyclamen) 【tequila】
- シシリアン・キッス (Sicilian Kiss) 【liqueur】
- シティ・コーラル(City Coral)【gin】
- シトロン・ウエディング (Citron Wedding) 【liqueur】
- シトロン・スイング (Citron Swing) 【liqueur】
- シー・ブリーズ (Sea Breaze) 【vodka】
- ジャック・ローズ (Jack Rose) 【apple brandy】
- ジャマイカン・ミュール (Jamaican Mule) - モスコー・ミュールのバリエーション 【rum】
- ジャマイカ・ジョー (Jamaica Joe) 【liqueur】
- ジャマイカン・コーヒー (Jamaican Coffee) 【判別難】
- シャムロック (Shamrock) 【判別難】
- シャーリー・テンプル (Shirley Temple) 【non alcohol】
- シャルトリューズ・オレンジ (Chartreuse and Orange) 【liqueur】
- シャルトリューズ・トニック (Chartreuse and Tonic) 【liqueur】
- シャンギロンゴ (Changuirongo) 【tequila】
- シャンディ・ガフ (Shandy Gaff) 【beer】
- シャンパン・カクテル (Chanpagne Cocktail) 【wine】
- シャンパン・ジュレップ (Chanpagne Julep) - ミント・ジュレップのバリエーション 【wine】
- 春暁 （しゅんぎょう） 【日本酒】
- 照葉樹林 （しょうようじゅりん） 【liqueur】
- ジョージア・ミント・ジュレップ (Georgia Mint Julep) - ミント・ジュレップのバリエーション 【brandy】
- ジョン・コリンズ (John Collins) - 【gin】/【whisky】
- シルク・ストッキングス (Silk Stockings) - アレクサンダーのバリエーション 【tequila】
- シルバー・フィズ (Silver Fizz) - ジン・フィズのバリエーション 【gin】
- シルバー・ストリーク (Silver Streak) - シルバー・ブレットのバリエーション 【gin】
- シルバー・ブレット (Silver Bullet) 【gin】
- シルビア (Sylvia) 【rum】
- ジン・アンド・イット (Gin and It) 【gin】
- ジン・アンド・ビターズ (Gin and Bitters) 【gin】
- シンガポール・スリング (Singapore Sling) 【gin】
- ジン・ジュレップ (Gin Julep) - ミント・ジュレップのバリエーション 【gin】
- シンデレラ (Cinderella) （サンドリヨン） 【non alcohol】
- ジン・トニック (Gin and Tonic) 【gin】
- ジン・バック (Gin Buck) 【gin】
- ジン・フィズ (Gin Fizz) 【gin】
- ジン・ライム (Gin and Lime) 【gin】
- ジン・リッキー (Gin Rickey) 【gin】

### す
- スカイ・ダイビング (Sky Diving) 【rum】
- スカーレット・レディ (Scarlet Lady) 【判別難】
- スカンジナヴィアン・コーヒー (Scandinavian Coffee) - アイリッシュ・コーヒーのバリエーション 【aquavit】
- スクリュー・ドライバー (Screwdriver) 【vodka】
- スコッチ・キルト (Scotch kilt) 【whisky】
- スコーピオン (Scorpion) 【rum】
- スーズ・スプモーニ (Suze Spumoni) - スプモーニのバリエーション 【liqueur】
- スーズ・トニック (Suze and Tonic) 【liqueur】
- スティンガー (Stinger) 【brandy】
- ストロー・ハット (Straw Hat) 【tequila】
- ストーン・フェンス (Stone Fence) 【whisky】
- スノーボール (Snowball) 【判別難】
- スプモーニ (Spumoni) 【liqueur】
- スプリッツァ (Spritzer) 【wine】
- スプリング・フィーリング (Spring Feeling) - アラスカのバリエーション 【gin】
- ズーム (Zoom) 【brandy】
- スレッジハンマー (Sledgehammer) 【vodka】
- スロー・ジン・カクテル (Sloe Gin Cocktail) 【判別難】
- スロー・テキーラ (Sloe Tequila) 【tequila】
- スロー・ドライバー (Sloe Driver) 【liqueur】

### せ
- セックス・オン・ザ・ビーチ (Sex on the Beach) 【vodka】
- セブンス・ヘブン　(Seventh Heaven) 【gin】
- セレブレーション (カクテル) (celebration)【champagne】
- センチュリー (カクテル) (Century) 【brandy】
- セントラル・パーク (Central Park) - マンハッタンのバリエーション 【whisky】

### そ
- ソウル・キス (Soul Kiss) 【wine】
- ソノラ (Sonora) 【判別難】
- ソル・クバーノ (Sol Cubano) 【rum】
- ソルティ・ドッグ (Salty Dog) 【vodka】

## た行

### た
- ダイキリ （ダイキュリー） (Daiquiri) 【rum】
- ダーティ・マザー (Dirty Mother) - ブラック・ルシアンのバリエーション 【brandy】
- ターニング・ポイント (Turning Point) 【liqueur】
- ダービー (Derby) 【判別難】
- 卵酒 （たまござけ） 【日本酒】
- タワーリシチ （タワリッシ） (Tovarisch) 【vodka】

### ち
- チェリーブロッサム (Cherry Blossom) 【判別難】
- チチ (カクテル) (Chi-Chi)【vodka】
- チャイナ・キッス (China Kiss) 【liqueur】
- チャイナ・グリーン (China Green) 【liqueur】
- チャイナ・ブルー (China Blue) 【liqueur】
- チャペル・ヒル (Chapel Hill) - ウイスキー・サイドカーのバリエーション 【whisky】
- 酎ハイ【焼酎】-  【vodka】使用の物もあり。

### つ
- ツァリーヌ (Czarine) 【判別難】

### て
- ディキ・ディキ (Diki Diki) 【apple brandy】
- ディーゼル (Diesel) 【beer】
- ディタ・スプモーニ (Dita Spumoni) - スプモーニのバリエーション 【liqueur】
- ティフィン・タイガー (Tiffin Tiger) 【liqueur】
- ティント・デ・ベラノ（Tinto de verano） 【wine】
- ティファナ・サンライズ (Tijuana Sunrise) - テキーラ・サンライズのバリエーション 【tequila】
- テキーラ・サンストローク (Tequila Sunstroke) 【tequila】
- テキーラ・サンセット (Tequila Sunset) 【tequila】
- テキーラ・サンライズ (Tequila Sunrize) 【tequila】
- テキーラ・トニック (Tequila and Tonic) - ジン・トニックのバリエーション 【tequila】
- テコニック (Tequonic) - ジン・トニックのバリエーション 【tequila】
- デニッシュ・マリー (Danish Mary) - ブラッディ・マリーのバリエーション 【aquavit】
- テネシー・クーラー (Tennessee Cooler) 【whisky】
- デビル (Devil) - スティンガーのバリエーション 【brandy】
- デプス・ボム (Depth Bomb) 【判別難】
- テールレス・ドッグ (Tailless Dog) - ソルティ・ドッグのバリエーション 【vodka】
- 電気ブラン （でんき-） 【brandy】

### と
- トム・アンド・ジェリー (Tom and Jerry) 【rum、または、brandy】
- トム・コリンズ (Tom Collins) 【gin】
- ドライ・ネグローニ (Dry Negroni) - ネグローニのバリエーション 【gin】
- ドラゴンフライ (Dragonfly) - ジン・トニックのバリエーション 【gin】
- トロイの木馬 (Trojan Horse) （-もくば） 【beer】

## な行

### な
- ナイト・キャップ (Night Cap) 【brandy】
- ナポリタン (Neapolitan)【liqueur】

### に
- ニコラシカ (Nikolaschka) 【brandy】
- ニューヨーク (New York) 【whisky】

### ぬ
（Wikipediaに記事なし）

### ね
- ネグローニ (Negroni) 【判別難】

### の
- ノチェロ・シェーク (Nocello Shake) 【liqueur】
- ノックアウト (Knockout) 【gin】

## は行

### は
- バイア (Bahia) 【rum】
- ハイ・ライフ (High Life) 【vodka】
- バカルディ (Bacardi) 【rum】
- パッセンジャー・リスト (Passenger List) 【brandy】
- パナシェ (Panache) 【beer】
- パナマ (Panama) - アレクサンダーのバリエーション 【rum】
- ハニーサックル (Honeysuckle) 【rum】
- パパゲーナ (Papagena) 【liqueur】
- ハバナ・マティーニ(Havana Martini)【rum】
- バーバラ (Barbara) - アレクサンダーのバリエーション 【vodka】
- ハーベイ・ウォールバンガー (Harvey Wallbanger) 【vodka】
- バーボネラ (Bourbonella) 【whisky】
- パライソーニ (Paraisoni) 【liqueur】
- バラライカ (Balalaika) 【vodka】
- バレンシア (Valencia) 【liqueur】
- バレンシア・コブラー (Valencia Cobbler) 【liqueur】
- バロン (Baron) 【gin】
- ハンター (Hunter) 【whisky】
- パンチョ・ビラ (Pancho Villa) 【判別難】
- バンブー (Bamboo) 【wine】

### ひ
- B-52 (カクテル) (B-52)【liqueur】
- ビア・スプリッツァー (Beer Spritzer) - ビター・オレンジのバリエーション 【beer】
- B&B （ビー・アンド・ビー） 【判別難】
- ピエール・コリンズ (Pierre Collins) - トム・コリンズのバリエーション 【brandy】
- ピカドール (Picador) - ブラック・ルシアンのバリエーション 【tequila】
- ビジュー (bijou) 【判別難】
- ビーズ・ニーズ (Bee's Knees) 【gin】
- ビター・オレンジ (Better Orange) 【beer】
- ピーチツリー・トニック (Peachtree and Tonic) 【liqueur】
- ビッグ・アップル (Big Apple) 【vodka】
  - ビッグ・アップルその他のレシピ (Big Apple) 【判別難】
- ビトウィーン・ザ・シーツ (Between the Sheets) 【rum、または、brandy】
- ピニャ・コラーダ (Pina Colada) 【rum】
- ピムス・カップ【Pimm's】
- ビューティフル (Beautiful) - X・Y・Zのバリエーション 【rum】
- ひれ酒　【日本酒】
- ピンク・ジン (Pink Gin) 【gin】
- ピンク・ジン・ライム (Pink Gin and Lime) 【gin】
- ピンク・スクァーレル (Pink Squirrel) 【liqueur】
- ピンク・ダイキリ (Pink Daiquiri) 【rum】
- ピンク・パイナップル (Pink Pineapple) 【gin】
- ピンク・レディー (Pink Lady) 【gin】

### ふ
- ファジー・ネーブル (Fuzzy Navel) 【liqueur】
- フィオナ (カクテル) 【日本酒】
- フォー・キール (Faux Kir) 【non alcohol】
- フォー・キール・ロワイヤル (Faux Kir Royal) 【non alcohol】
- フォークランド・アイランド・ウォーマー (Falkland Island Warmer) 【liqueur】
- フォーティーセカンド・ストリート (42nd Street) - キール・ロワイヤルのバリエーション 【wine】
- フォールン・エンジェル (Fallen Angel) 【gin】
- ブザム・カレッサー (Bosom Caresser) 【brandy】
- プース・カフェ (Pousse Cafe) 【liqueur】
- プッシー・キャット (Pussy Cat) 【non alcohol】
- プッシーフット (Pussyfoot) 【non alcohol】
- ブラジル (Brasil) 【wine】
- フラッグ (Flag) 【liqueur】
- ブラック・アンド・ホワイト (Black and White) 【beer】
- ブラックソーン (Blackthorn) 【whisky、または、gin】
- ブラック・トルネード (Black Tornado) 【rum】
- ブラック・ベルベット (Black Velvet) 【判別難】
- ブラック・ホーク (Black Hawk) 【判別難】
- ブラック・ルシアン (Black Russian) 【vodka】
- ブラック・レイン (Black Rain) 【wine】
- ブラッディ・サム (Bloody Sam) - ブラッディ・マリーのバリエーション 【gin】
- ブラッディ・シーザー (Bloody Caesar) - ブラッディ・マリーのバリエーション 【vodka】
- ブラッディ・ブル (Bloody Bull) 【vodka】
- ブラッディ・マリー (Bloody Mary) （または、ブラッディ・メアリー） 【vodka】
- ブラッド・アンド・サンド (Blood and Sand)【whiskey】
- ブラッド・トランスフュージョン (Blood Transfusion) 【rum】
- ブラッドレス・マリー (Bloodless Mary) - ブラッディ・マリーのバリエーション 【vodka】
- フランシス・アルバート (Francis Albert) 【判別難】
- ブランデー・エッグノッグ （ブランデー・エッグ・ノッグ） (Brandy Eggnog) 【brandy】
- ブランデー・サワー (Brandy Sour) - カクテルのスタイル、サワーの1つとして簡易的に紹介 【brandy】
- プリンス・チャールズ (Prince Charles) 【判別難】
- プリンセス・メアリー (Princess Mary) 【gin】
- ブールヴァルディエ (Boulevardier) 【whisky】
- ブル・ショット (Bull shot) 【vodka】
- フルーティー・ディタ (Fruity Dita) 【liqueur】
- ブル・ドッグ (Bull dog) - ソルティ・ドッグのバリエーション 【vodka】
- ブルー・ハワイ (Blue Hawaii) 【rum】
- ブルー・ハワイアン (Blue Hawaiian) - ブルー・ハワイのバリエーション 【rum】
- ブルー・マンデー (Blue Monday) 【vodka】
- ブルームーン (Blue Moon) 【gin】
- ブルー・ラグーン (Blue Lagoon) 【vodka】
- ブレイブ・ブル (Brave Bull) - ブラック・ルシアンのバリエーション 【tequila】
- プレリュード・フィズ (Prelude Fizz) 【liqueur】
- フレンチ・カクタス (French Cactus) 【tequila】
- フレンチ・コネクション (French Connection) - ゴッドファーザーのバリエーション 【brandy】
- フローズン・ダイキリ (Frozen Daiquiri) - ダイキリのバリエーション 【rum】
- ブロードウェイ・サースト (Broadway Thirst) 【tequila】
- フロリダ (Florida) 【non alcohol】
- ブロンクス (Bronx) 【gin】

### へ
- ペアー・クーラー （ペア・クーラー） (Pear Cooler) 【liqueur】
- ペアー・フラワー （ペア・フラワー） (Pear Flower) 【liqueur】
- ペイトン・プレイス (Peyton Place) 【liqueur】
- ペドロ・コリンズ (Pedro Collins) （別名：ラム・コリンズ） - トム・コリンズのバリエーション 【rum】
- ペニシリン (Penicillin) 【whisky】
- ベリーニ (Bellini) 【wine】
- ベルベット・キス (Velvet Kiss) 【gin】
- ベルベット・ハンマー (Velvet Hammer) 【liqueur】

### ほ
- ボイラー・メーカー (Boiler Maker) 【beer】
- ボストン・クーラー (Boston Cooler) 【rum】
- ホーセズ・ネック (Horse's Neck) 【whisky】
- ホーセズ・ネック (Horse's Neck) 【brandy】
- ボッチ・ボール (Boccie Ball) 【liqueur】
- ホット・イタリアン (Hot Italian) 【liqueur】
- ホット・カルーア・ミルク (Hot Kahlua and Milk) - カルーア・ミルクのバリエーション 【liqueur】
- ホット・ドラム (Hot Dram) 【liqueur】
- ホット・バタード・ラム (Hot Buttered Rum) 【rum】
- ホット・バタード・ラム・カウ (Hot Buttered Rum Cow) - ホット・バタード・ラムのバリエーション 【rum】
- ボヘミアン・ドリーム (Bohemian Dream) 【liqueur】
- ポーラー・ショート・カット (Polar Short Cut) 【判別難】
- ボルガ (Volga) 【vodka】
- ボルガ・ボートマン (Volga Boatman) 【判別難】
- ホワイト・ウィングス (White Wings) （ホワイト・ウィング） - スティンガーのバリエーション 【gin】
- ホワイト・ウェイ (White Way) - スティンガーのバリエーション 【gin】
- ホワイト・カーゴ (White Cargo) 【gin】
- ホワイト・サテン (White Satin) 【liqueur】
- ホワイト・スパイダー (White Spider) - スティンガーのバリエーション 【vodka】
- ホワイト・リリー (White Lily) 【判別難】
- ホワイト・ルシアン (White Russian) 【vodka】
- ホワイト・レディ (White Lady) 【gin】
- ホワイト・ローズ (White Rose) 【gin】
- ポンピエ (Pompier) 【wine】
- 本直し（ほんなおし）【焼酎】

## ま行

### ま
- マイアミ (Miami) 【rum】
- マイアミ・サンセット (Miami Sunset) 【whisky】
- マイアミ・ビーチ (Miami Beach) 【rum】
- 舞乙女 （まいおとめ） 【焼酎】
- マイタイ (MAI-TAI) 【rum】
- マグノリア (Mgnolia) 【brandy】
- マグノリア・ブロッサム (Mgnolia Blossam) 【gin】
- マザー・シャーマン (Mother Sherman) 【liqueur】
- マタドール (Matador) 【tequila】
- マッキノン (Mackinnon) 【liqueur】
- マティーニ (Martini) 【gin】
- マリブ・オレンジ (Malibu and Orange) （別名：マリブ・ビーチ） 【liqueur】
- マルガリータ (Margarita) 【tequila】
- マルキ （マーキー） (Marquis) - キールのバリエーション 【wine】
- マルティネス (Martinez) 【gin】
- マンハッタン (Manhattan) 【whisky】

### み
- ミスティ (Misty) 【liqueur】
- ミスティ・ネイル (Misty Nail) 【liqueur】
- 水割り 【whisky】など
- ミドリ・ミルク (Midori and Milk) - カルーア・ミルクのバリエーション 【liqueur】
- ミモザ (Mimosa) 【wine】
- ミリオン・ダラー (Million Dollar) 【gin】
- ミルクセーキ （ミルク・シェーク） (Milk Shake) 【non alcohol】
- ミント・ジュレップ (Mint Julep) 【whisky】
- ミント・ビア (Mint Beer) 【beer】

### む
- ムーンライト (Moonlight) 【apple brandy】
- ムーンライト・クーラー (Moonlight Cooler) 【apple brandy】

### め
- メキシカン (Mexican) 【tequila】
- メキシカン・ミュール (Mexican Mule) - モスコー・ミュールのバリエーション 【tequila】
- メキシコーラ (Mexicola) - ウイスキー・コークのバリエーション 【tequila】
- メリー・ウィドウ (Merry Widow) 【gin、または、liqueur】
- メロンホッパー (Melonhopper) - アレクサンダーのバリエーション 【liqueur】
- メロンボール (Melonball) 【liqueur】

### も
- モカ・ミルク (Mocha and Milk) - カルーア・ミルクのバリエーション 【liqueur】
- モスコー・ミュール (Moscow Mule) 【vodka】
- モッキンバード (Mockingbird) 【tequila】
- モヒート (Mojito) 【rum】
- モンテカルロ (Monte Carlo) 【whisky】

## や行

### や
- 柳蔭（やなぎかげ）- 本直しの上方での呼び方【焼酎】

### ゆ
- 雪国 （ゆきぐに） 【vodka】

### よ
- 楊貴妃 (Yang Kuei Fei) （ようきひ） 【wine】
- 吉野 (カクテル) （よしの） 【vodka】

## ら行

### ら
- ライジング・サン (カクテル)(Rising Sun)【tequila】
- ライチ・グレープフルーツ (Litchi and Grapefruits) 【liqueur】
- ライチ・ソーダ (Litchi and Soda) 【liqueur】
- ラスティ・ネイル (Rusty Nail) 【whisky】
- ラスト・キッス (Last Kiss) 【rum】
- ラスト・ワード (Last Word) 【gin】
- ラム・ジュレップ (Rum Julep) - ミント・ジュレップのバリエーション 【rum】
- ラムレット (Rumlet) - ギムレットのバリエーション 【rum】

### り
- リトル・プリンセス (Little Princess) - マンハッタンのバリエーション 【rum】

### る
- ルシアン・クエイルード (Russian Quaalude) 【liqueur】
- ルシアン・ネイル (Russian Nail) - ラスティ・ネイルのバリエーション 【vodka】

### れ
- レイク・クイーン (Lake Queen) 【判別難】
- レゲエパンチ (Reggae Punch) 【liqueur】
- レッド・アイ (Red Eye) 【beer】
- レッド・バイキング (Red Viking) 【aquavit】
- レッド・バード (Red Bird) - ブラッディ・マリーのバリエーション 【vodka】
- レミー・マルタン("REMY MARTIN")【brandy】
- レナ (Lena) 【判別難】
- レール・スプリッター (Rail Splitter) 【non alcohol】

### ろ
- ロイヤル・クローバー・クラブ (Royal Clover Club) - クローバー・クラブのバリエーション 【gin】
- ロイヤル・コーヒー (Royal Coffee) - アイリッシュ・コーヒーのバリエーション 【brandy】
- ロイヤル・フィズ (Royal Fizz) - ジン・フィズのバリエーション 【gin】
- ロッシーニ (カクテル) (The Rossini) 【wine】
- ロード・ランナー (Road Runner) 【vodka】
- ロバート・バーンズ (Robert Burns) 【whisky】
- ロブ・ロイ (Rob Roy) 【whisky】
- ロングアイランド・アイスティー (Long Island Iced Tea) 【vodka他】

## わ行

### わ
- ワイルド・ミュール (Wild Mule) - モスコー・ミュールのバリエーション 【liqueur】
- ワード・エイト (Word Eight) 【whisky】